# Skeleton Tree
Skeleton Tree es el decimosexto álbum de estudio del grupo australiano Nick Cave & The Bad Seeds, publicado por la compañía discográfica Bad Seed Ltd. el 9 de septiembre de 2016.

## Grabación
Skeleton Tree fue grabado en varias sesiones entre finales de 2014 y comienzos de 2016, financiadas por el propio Nick Cave, bajo la producción de Cave y de Warren Ellis. Las primeras sesiones fueron realizadas en los Retreat Recording Studios de Brighton, Inglaterra con Kevin Paul como principal ingeniero de sonido. Durante estas sesiones, Arthur, el hijo de Cave, falleció al caer de un acantilado cerca de Ovingdean Gap, con quince años de edad. Las sesiones fueron retomadas en los estudios La Frette de La Frette-sur-Seine, Francia con Nick Launay como coproductor de las sesiones. Las últimas sesiones de grabación tuvieron lugar en los Air Studios de Londres bajo la supervisión de los ingenieros Kevin Paul y Jake Jackson a comienzos de 2016, donde fue también filmado el documental One More Time with Feeling de Andrew Dominik.

## Publicación
Skeleton Tree fue publicado a nivel mundial el 9 de septiembre de 2016 por la compañía Bad Seed Ltd en formato CD, LP y como descarga digital. Una semana antes del lanzamiento, fue publicado el sencillo "Jesus Alone" junto a un videoclip del tema dirigido por Andrew Dominik, con metraje del documental One More Time with Feeling. El largometraje, con Nick Cave y The Bad Seeds interpretando varios temas del álbum, se estrenó en cines a nivel global el 8 de septiembre, un día antes del lanzamiento oficial de Skeleton Tree.

## Recepción
John Aizlewood definió Skeleton Tree como un "disco de una belleza impresionante, de dolor esparcido, a veces directo, a veces alegórico" y destacó la música "tierna y comedida" así como la voz "más quebrada y más incierta" de Cave. Aizlewood conjeturó Skeleton Tree como un "logro sorprendente, aquel por el que Cave siempre será recordado". En una primera reseña para The Guardian, Dave Simpson se refirió al álbum como un disco "sorprendente y muy oscuro", pero también alegó que "hay belleza, empatía y amor que giran entre el adormecimiento desconcertado y la desgarradora profundidad". Simpson comparó el "instintivo aullido del corazón y del intestino" de Cave con la versión de Johnny Cash de "Hurt", diciendo que las "debilidades, heridas y vulnerabilidades en su voz dan constancia de su fuerza y humanidad".

## Lista de canciones
Todas las letras escritas por Nick Cave.
| N.º   | Título            | Duración |  |
| 1.    | «Jesus Alone»     | 5:52     |  |
| 2.    | «Rings of Saturn» | 3:28     |  |
| 3.    | «Girl in Amber»   | 4:51     |  |
| 4.    | «Magneto»         | 5:22     |  |
| 5.    | «Anthrocene»      | 4:34     |  |
| 6.    | «I Need You»      | 5:58     |  |
| 7.    | «Distant Sky»     | 5:36     |  |
| 8.    | «Skeleton Tree»   | 4:01     |  |
| 39:42 |                   |          |  |

## Personal
Nick Cave & The Bad Seeds
- Nick Cave – voz, piano, piano eléctrico, sintetizador, vibráfono y coros.
- Warren Ellis – sintetizador, loops, piano, piano eléctrico, guitarra, violín, viola, batería y coros.
- Martyn Casey – bajo.
- Thomas Wydler – batería.
- Jim Sclavunos – percusión, campanas tubulares, vibráfono y coros.
- George Vjestica – guitarra acústica y coros.

Otros músicos
- Else Torp – coros.
- Ellie Wyatt – violín.
- Charlotte Glason – viola.
- Joe Giddey – chelo.

## Posición en listas
| Lista (2016)                        | Posición |
| ----------------------------------- | -------- |
| Alemania (Media Control Charts)     | 3        |
| Australia (ARIA)                    | 1        |
| Austria (Ö3 Austria)                | 2        |
| Bélgica (Ultratop flamenca)         | 1        |
| Bélgica (Ultratop Wallonia)         | 3        |
| Canadá (Billboard Canadian Albums)  | 22       |
| Dinamarca (Hitlisten)               | 1        |
| Países Bajos (Album Top 100)        | 2        |
| Estados Unidos (Billboard 200)      | 27       |
| España (PROMUSICAE)                 | 2        |
| Finlandia (Suomen Virallinen Lista) | 1        |
| Francia (SNEP)                      | 7        |
| Grecia (IFPI)                       | 2        |
| Hungría (MAHASZ)                    | 28       |
| Irlanda (IRMA)                      | 1        |
| Italia (FIMI)                       | 2        |
| Nueva Zelanda (Recorded Music NZ)   | 1        |
| Noruega (VG-lista)                  | 1        |
| Polonia (ZPAV)                      | 3        |
| Portugal (AFP)                      | 1        |
| Suecia (Sverigetopplistan)          | 2        |
| Suiza (Schweizer Hitparade)         | 2        |
| Reino Unido (UK Albums Chart)       | 2        |